# Hadès Palace
Hadès Palace est un roman de Francis Berthelot paru en 2005.

## Résumé
Maxime Algeiba, "mime-serpent", a du succès dans le cabaret où il se produit. Au point qu'Alec Nymos le choisit pour entrer à l'Hadès Palace, un lieu de spectacle mythique où il pourra parfaire son talent et améliorer ses performances.
Maxime accepte. Il retrouve au palace ses amis artistes Lon Orfelt et Lys, et fait la connaissance de Sendra et du chef de la sûreté, Rhad Matteo. Mais ce sera le début d'une descente aux enfers, à travers les trois cercles des fêtes, des crimes et des ombres.

## Accueil critique
Pour la revue Bifrost, c'est un « roman sombre et angoissé (...) écrit de façon magistrale (...) et l'ensemble fonctionne remarquablement bien ».
Pour Actualitté, « La plume est légère pour narrer la gravité et la détresse et le sombre fantastique ».